# Libertador (Carabobo)
Pour les articles homonymes, voir Libertador.
Libertador est l'une des quatorze municipalités de l'État de Carabobo au Venezuela. Son chef-lieu est Tocuyito. En 2011, la population s'élève à 166 166 habitants.

## Géographie

### Subdivisions
La municipalité est divisée en deux paroisses civiles avec, chacune à sa tête, la même capitale (entre parenthèses) :
- Independencia (Tocuyito) ;
- Tocuyito (Tocuyito).